# Videbæk Kommune
 Ikke at forveksle med Hvidebæk Kommune.
Videbæk Kommune i Ringkøbing Amt blev dannet ved kommunalreformen i 1970. Ved strukturreformen i 2007 indgik den i Ringkøbing-Skjern Kommune sammen med Egvad Kommune, Holmsland Kommune, Ringkøbing Kommune og Skjern Kommune.

## Tidligere kommuner
Videbæk Kommune blev dannet ved sammenlægning af 3 sognekommuner:
| Kommune            | Folketal 1. januar 1970 | Byer                         |
| ------------------ | ----------------------- | ---------------------------- |
| Brejning           | 2.317                   | Spjald                       |
| Nørre Vium-Herborg | 4.838                   | Troldhede og Videbæk         |
| Vorgod             | 2.338                   | Fjelstervang og Vorgod-Barde |
| I alt              | 9.493                   |                              |

Hertil kom den sydlige del af Nørre Omme Sogn med byen Grønbjerg. Resten af sognet med byen Ørnhøj kom til Trehøje Kommune. Desuden fik Videbæk Kommune en del af et ejerlav i Sønder Borris Sogn, som ellers kom til Skjern Kommune.

## Sogne
Videbæk Kommune bestod af følgende sogne, alle fra Bølling Herred undtagen Nørre Omme, der hørte til Hind Herred:
- Brejning Sogn
- Herborg Sogn
- Nørre Omme Sogn
- Nørre Vium Sogn, som Troldhede Sogn er udskilt fra.
- Videbæk Sogn, som blev udskilt fra Herborg og Vorgod i 1916
- Vorgod Sogn, som Fjelstervang Sogn blev udskilt fra i 2010.

## Borgmestre[3]
| Borgmester        | Parti   | Fra  | Til  |
| ----------------- | ------- | ---- | ---- |
| Niels Jensen      | Venstre | 1970 | 1974 |
| John Kristiansen  | Venstre | 1974 | 1998 |
| Torben Nørregaard | Venstre | 1998 | 2006 |